# Radara transmissa
Radara transmissa là một loài bướm đêm trong họ Noctuidae.